# Ocimum × citriodorum
Albahaca de limón, albahaca de limón thai o albahaca Lao (Ocimum × citriodorum) es un vegetal híbrido cruza de albahaca (Ocimum basilicum) y albahaca africana (Ocimum americanum).
La hierba es cultivada principalmente en el noreste de África y el sur de Asia por su fuerte fragancia a limón, y es utilizada en gastronomía.
Los tallos de la albahaca de limón alcanzan una longitud de 20 a 40 cm. Sus flores son blancas, y florece a fines del verano - comienzos del otoño. Las hojas son similares a las de la albahaca, aunque más angostas. Las semillas se forman en la planta luego de florecer y se secan en la planta.
La albahaca de limón es una hierba popular en la gastronomía árabe, indonesa, laosiana, persa y tailandesa. 

## Usos culinarios
En Laos, la albahaca de limón es muy utilizada en curris, guisos, y platillos fritos ya que es el tipo de albahaca más comúnmente usada en Laos. Muchos de los guisos de la gastronomía de Laos requieren el uso de la albahaca de limón. El guiso más popular de Laos denominado or lam utiliza la albahaca de limón como uno de sus ingredientes principales.
La albahaca de limón es la única variedad de albahaca que se utiliza en la gastronomía de Indonesia, donde se la denomina kemangi. A menudo se lo consume cruda en ensaladas o lalap (vegetales crudos) y acompañada por sambal. La albahaca de limón a menudo es utilizada para saborizar ciertos platillos de Indonesia, tales como curris, sopas, guisos o platillos al vapor o a la parrilla. En Tailandia, la albahaca de limón, llamada maenglak (en tailandés: แมงลัก), es una de las diversas variedades de albahaca que se utiliza en la gastronomía de Tailandia. Las hojas son usadas en ciertos curris tailandeses y es indispensable para el platillo de noodles khanom chin nam ya. Las semillas se asemejan a huevos de rana luego de que han sido remojadas en agua y se las utiliza para preparar postres dulces. También es usada en la zona noreste del estado indio de Manipur. En Manipur, se la utiliza en el curry de manera similar al zapallo, se la usa en el singju (un tipo de ensalada), y en la preparación de pickles de pimientos.